# LITENING Advanced Targeting
Il LITENING Advanced Targeting, o LITENING AT, è un pod installato in alcuni aerei militari con lo scopo di agganciare un bersaglio per poterlo poi distruggere.

Il sistema funziona in tutte le condizioni meteo, sia di notte che di giorno, ed è adattabile ad una grande varietà di ordigni (convenzionali, a guida laser, con GPS ecc.).

## Caratteristiche
Il LITENING AT è costituito da un FLIR che mostra al pilota l'immagine, resa visibile da una telecamera Charge Coupled Device, del bersaglio acquisito. Il posizionamento della telecamera è controllato da un sistema di navigazione inerziale che garantisce così un eccellente campo visivo e di conseguenza una più alta probabilità di individuazione dei bersagli.

Nel pod sono integrati anche dei raggi laser che hanno la funzione di guidare le bombe o i missili verso l'obiettivo o gli obiettivi. Il LITENING AT è capace anche di inquadrare bersagli individuati dalle forze di terra amiche, sempre con un raggio laser, grazie al sistema ROVER.
Altra caratteristica che avvantaggia il LITENING AT è la sua facile manutenzione e installazione negli aerei: può essere smontato da un aereo e trasferito in un altro in soli venti minuti.

## Storia
Il primo modello di LITENING, il LITENING I, venne creato all'interno della Rafael Corporation's Missiles Division ad Haifa per l'Heyl Ha'Avir, l'aviazione militare israeliana. Nel 1995 la Northrop Grumman, interessata al progetto, si unì all'istituzione israeliana per concordare futuri sviluppi del LITENING I.

Nacque così, nel 1999, il LITENING II che venne dato in dotazione ad alcuni reparti dell'Air National Guard. Il suo successore fu il LITENING Enhanced Range (ER), dotato di un nuovo tipo di FLIR. Finalmente, con l'elaborazione dell'immagine su un display a cristalli liquidi, si arriva nel 2003 all'attuale LITENING AT.